# Saint-Forget
Saint-Forget település Franciaországban, Yvelines megyében. Lakosainak száma 445 fő (2022. január 1.). Saint-Forget Chevreuse, Choisel, Dampierre-en-Yvelines, Le Mesnil-Saint-Denis és Saint-Lambert községekkel határos.

## Népesség
A település népessége az elmúlt években az alábbi módon változott:
| Lakosok száma | 477  | 512  | 523  | 518  | 495  | 473  | 450  | 443  | 445  |
|               | 2013 | 2015 | 2016 | 2017 | 2018 | 2019 | 2020 | 2021 | 2022 |